# Frosinone Calcio 2024-2025
Questa voce raccoglie le informazioni riguardanti il Frosinone Calcio nelle competizioni ufficiali della stagione 2024-2025.

## Stagione
Dopo il 18º posto in Serie A, e la conseguente retrocessione maturata soltanto all'ultima giornata della stagione 2023-2024, il Frosinone prende parte al campionato di Serie B, oltre che alla Coppa Italia a partire dai trentaduesimi. In panchina saluta Eusebio Di Francesco, e il 1º luglio 2024 viene annunciato Vincenzo Vivarini come suo successore. Il 22 ottobre 2024, dopo una partenza disastrosa, il club gialloblù si trova all'ultimo posto in classifica, la società decide di esonerare Vincenzo Vivarini e di sostituirlo con il tecnico della formazione Primavera Leandro Greco. Viene a sua volta esonerato il 17 febbraio 2025, lasciando la squadra al penultimo posto in classifica dopo aver collezionato 17 punti in 17 gare. Curiosamente, entrambi gli esoneri avvengono immediatamente dopo gli incontri disputati con la Reggiana. Il giorno successivo all'esonero di Greco la società comunica l'accordo con il tecnico foggiano Paolo Bianco nel ruolo di tecnico responsabile della Prima Squadra fino al 30 giugno 2025.dopo la fine del campionato inizialmente avrebbe dovuto disputare i Play-out,ma dopo una penalizzazione di 4 punti da parte della FIGC nei confronti del Brescia si salva automaticamente.

## Divise e sponsor
Lo sponsor ufficiale per la stagione 2024-2025 è MeglioBanca (marchio appartenente alla Banca Popolare del Frusinate), lo sleeve sponsor è Orsolini, il back sponsor è Supermercati Dem mentre lo sponsor tecnico è il marchio Zeus Sport.

## Rosa
Sono in corsivo i calciatori che hanno lasciato la società a stagione in corso.
| N. |                     | Ruolo | Calciatore                    |
| -- | ------------------- | ----- | ----------------------------- |
| 1  | Italia (bandiera)   | P     | Pierluigi Frattali            |
| 3  | Italia (bandiera)   | D     | Riccardo Marchizza (capitano) |
| 4  | Italia (bandiera)   | D     | Davide Biraschi               |
| 5  | Italia (bandiera)   | D     | Giorgio Cittadini             |
| 6  | Serbia (bandiera)   | D     | Lazar Zaknic                  |
| 7  | Francia (bandiera)  | A     | Farès Ghedjemis               |
| 8  | Turchia (bandiera)  | C     | İsak Vural                    |
| 9  | Albania (bandiera)  | A     | Marvin Çuni                   |
| 10 | Italia (bandiera)   | A     | Giuseppe Ambrosino            |
| 11 | Slovenia (bandiera) | A     | Tjaš Begić                    |
| 12 | Italia (bandiera)   | P     | Francesco Minicangeli         |
| 13 | Italia (bandiera)   | P     | Alessandro Sorrentino         |
| 14 | Italia (bandiera)   | C     | Francesco Gelli               |
| 15 | Italia (bandiera)   | D     | Fabio Lucioni                 |
| 15 | Italia (bandiera)   | C     | Hamza Haoudi                  |
| 16 | Italia (bandiera)   | C     | Luca Garritano                |
| 17 | Georgia (bandiera)  | A     | Giorgi Kvernadze              |
| 18 | Italia (bandiera)   | D     | Davide Bettella               |
| 19 | Irlanda (bandiera)  | C     | Justin Ferizaj                |
| 20 | Gabon (bandiera)    | D     | Anthony Oyono                 |
| 21 | Gabon (bandiera)    | D     | Jérémy Oyono                  |

| N. |                               | Ruolo | Calciatore             |
| -- | ----------------------------- | ----- | ---------------------- |
| 23 | Albania (bandiera)            | D     | Sergio Kalaj           |
| 25 | Polonia (bandiera)            | D     | Przemysław Szymiński   |
| 27 | Italia (bandiera)             | A     | Luigi Canotto          |
| 28 | Italia (bandiera)             | A     | Filippo Distefano      |
| 30 | Italia (bandiera)             | D     | Ilario Monterisi       |
| 31 | Italia (bandiera)             | P     | Michele Cerofolini     |
| 32 | Norvegia (bandiera)           | C     | Emil Bohinen           |
| 36 | Italia (bandiera)             | P     | Lorenzo Palmisani      |
| 47 | Brasile (bandiera)            | D     | Mateus Lusuardi        |
| 55 | Gambia (bandiera)             | C     | Ebrima Darboe          |
| 64 | Italia (bandiera)             | C     | Matteo Cichella        |
| 70 | Italia (bandiera)             | A     | Anthony Partipilo      |
| 74 | Italia (bandiera)             | A     | Frank Tsadjout         |
| 77 | Italia (bandiera)             | D     | Gianluca Di Chiara     |
| 77 | Guinea Equatoriale (bandiera) | C     | José Machín            |
| 79 | Italia (bandiera)             | D     | Gabriele Bracaglia     |
| 80 | Grecia (bandiera)             | C     | Īlias Koutsoupias      |
| 90 | Italia (bandiera)             | A     | Emanuele Pecorino      |
| 92 | Costa d'Avorio (bandiera)     | C     | Benjamin Lhassine Kone |
| 96 | Venezuela (bandiera)          | A     | Alejandro Cichero      |
| 99 | Senegal (bandiera)            | A     | Fallou Sene            |

## Calciomercato

### Sessione estiva (dall'1/7 all'1/9)
| Acquisti | Acquisti              | Acquisti            | Acquisti                                      |
| R.       | Nome                  | da                  | Modalità                                      |
| -------- | --------------------- | ------------------- | --------------------------------------------- |
| P        | Alessandro Sorrentino | Monza               | prestito                                      |
| D        | Davide Bettella       | Monza               | definitivo                                    |
| D        | Davide Biraschi       |                     | svincolato                                    |
| D        | Gabriele Bracaglia    | Renate              | fine prestito                                 |
| D        | Giorgio Cittadini     | Atalanta            | prestito                                      |
| D        | Jérémy Oyono          |                     | svincolato                                    |
| D        | Przemysław Szymiński  | Reggiana            | fine prestito                                 |
| C        | Ebrima Darboe         | Roma                | prestito                                      |
| C        | Filippo Grosso        | Juventus Next Gen   | definitivo                                    |
| C        | Hamza Haoudi          | Pro Vercelli        | fine prestito                                 |
| C        | José Machín           | Monza               | prestito                                      |
| C        | Simone Cangianiello   | Lucchese            | fine prestito                                 |
| A        | Anthony Partipilo     | Parma               | prestito con diritto di riscatto              |
| A        | Diego Voncina         |                     | svincolato                                    |
| A        | Emanuele Pecorino     | Juventus            | prestito con obbligo di riscatto condizionato |
| A        | Fallou Sene           | Fiorentina          | prestito                                      |
| A        | Filippo Distefano     | Fiorentina          | prestito                                      |
| A        | Frank Tsadjout        | Cremonese           | prestito con diritto di riscatto              |
| A        | Giorgi Kvernadze      | K'olkheti-1913 Poti | riscatto del cartellino                       |
| A        | Giuseppe Ambrosino    | Napoli              | prestito                                      |
| A        | Luigi Canotto         | Cosenza             | fine prestito                                 |
| A        | Pierluca Luciani      | Messina             | fine prestito                                 |
| A        | Tjaš Begić            | Parma               | prestito                                      |

| Cessioni | Cessioni            | Cessioni            | Cessioni                                      |
| R.       | Nome                | a                   | Modalità                                      |
| -------- | ------------------- | ------------------- | --------------------------------------------- |
| P        | Lorenzo Palmisani   | Lucchese            | prestito                                      |
| P        | Michele Avella      | Brescia             | riscatto del cartellino                       |
| P        | Stefano Turati      | Sassuolo            | fine prestito                                 |
| D        | Caleb Okoli         | Atalanta            | fine prestito                                 |
| D        | Emanuele Valeri     |                     | svincolato                                    |
| D        | Evan Bouabre        | Pergolettese        | prestito                                      |
| D        | Gennaro Severino    | Sorrento            | definitivo                                    |
| D        | Kevin Bonifazi      | Bologna             | fine prestito                                 |
| D        | Nadir Zortea        | Atalanta            | fine prestito                                 |
| D        | Pol Lirola          | Olympique Marsiglia | fine prestito                                 |
| D        | Simone Romagnoli    | Sampdoria           | prestito con obbligo di riscatto              |
| C        | Abdou Harroui       | Verona              | definitivo                                    |
| C        | Arijon Ibrahimović  | Bayern Monaco       | fine prestito                                 |
| C        | Enzo Barrenechea    | Juventus            | fine prestito                                 |
| C        | Jaime Báez          |                     | svincolato                                    |
| C        | Kalifa Kujabi       |                     | svincolato                                    |
| C        | Luca Mazzitelli     | Como                | prestito con obbligo di riscatto              |
| C        | Marco Brescianini   | Atalanta            | prestito con obbligo di riscatto condizionato |
| C        | Reinier             | Real Madrid         | fine prestito                                 |
| C        | Simone Cangianiello | Sorrento            | definitivo con diritto di recompra            |
| A        | Alessandro Selvini  | Lucchese            | prestito                                      |
| A        | Demba Seck          | Torino              | fine prestito                                 |
| A        | Gennaro Borrelli    | Brescia             | riscatto del cartellino                       |
| A        | Giuseppe Caso       | Modena              | definitivo                                    |
| A        | Kaio Jorge          | Juventus            | fine prestito                                 |
| A        | Matías Soulé        | Juventus            | fine prestito                                 |
| A        | Pierluca Luciani    | Messina             | definitivo                                    |
| A        | Soufiane Bidaoui    |                     | svincolato                                    |
| A        | Walid Cheddira      | Napoli              | fine prestito                                 |

### Trasferimenti dopo la sessione estiva
| Cessioni | Cessioni    | Cessioni | Cessioni   |
| R.       | Nome        | a        | Modalità   |
| -------- | ----------- | -------- | ---------- |
| A        | Marvin Çuni | Rubin    | definitivo |

### Sessione invernale(dal 2/1 al 3/2)
| Acquisti | Acquisti               | Acquisti     | Acquisti                                      |
| R.       | Nome                   | da           | Modalità                                      |
| -------- | ---------------------- | ------------ | --------------------------------------------- |
| P        | Lorenzo Palmisani      | Lucchese     | fine prestito                                 |
| D        | Evan Bouabre           | Pergolettese | fine prestito                                 |
| D        | Fabio Lucioni          | Palermo      | svincolato                                    |
| D        | Gianluca Di Chiara     | Parma        | definitivo                                    |
| C        | Benjamin Lhassine Kone | Como         | prestito                                      |
| C        | Emil Bohinen           | Genoa        | prestito                                      |
| C        | Īlias Koutsoupias      | Catanzaro    | prestito con obbligo di riscatto condizionato |

| Cessioni | Cessioni           | Cessioni   | Cessioni                         |
| R.       | Nome               | a          | Modalità                         |
| -------- | ------------------ | ---------- | -------------------------------- |
| D        | Evan Bouabre       | Sora       | prestito                         |
| C        | Hamza Haoudi       | SPAL       | definitivo                       |
| C        | Francesco Gelli    | Cremonese  | prestito con diritto di riscatto |
| C        | José Machín        | Monza      | fine prestito                    |
| C        | Luca Garritano     | Cosenza    | definitivo                       |
| A        | Fallou Sene        | Fiorentina | fine prestito                    |
| A        | Kristians Mezsargs | Como       | definitivo                       |

## Risultati

### Serie B

#### Girone di andata
| Arbitro: | Abisso (Palermo) |

|                             |           |                     |
| Ambrosino 44’ Distefano 80’ | Marcatori | 54’ Venuti 67’ Coda |

| Arbitro: | Pezzuto (Lecce) |

|                                         |           |          |
| Sal. Esposito 75’ (rig.) Aurelio 90'+2’ | Marcatori | 38’ Çuni |

| Arbitro: | Piccinini (Forlì) |

|               |           |              |
| Distefano 59’ | Marcatori | 90+3’ Defrel |

| Frosinone 1º settembre 2024, ore 20:30 CEST 4ª giornata | Frosinone          | 0 – 0 referto | Juve Stabia | Stadio Benito Stirpe (10 755 spett.)\| Arbitro: \| Bonacina (Bergamo) \| |
| Arbitro:                                                | Bonacina (Bergamo) |               |             |                                                                          |

| Arbitro: | Ghersini (Genova) |

|                                            |           |  |
| Jurić 7’, 19’ Olzer 35’ Moncini 83’ (rig.) | Marcatori |  |

| Arbitro: | Massimi (Termoli) |

|  |           |                                  |
|  | Marcatori | 45’ Maita 53’ Dorval 65’ Favilli |

| Arbitro: | Crezzini (Siena) |

|             |           |                                |
| Cassano 70’ | Marcatori | 35’ Oyono 63’ (rig.) Partipilo |

| Arbitro: | Arena (Torre del Greco) |

|  |           |             |
|  | Marcatori | 64’ Cicconi |

| Arbitro: | Scatena (Avezzano) |

|                      |           |  |
| Vido 14’, 66’ (rig.) | Marcatori |  |

| Frosinone 27 ottobre 2024, ore 15:00 CEST 10ª giornata | Frosinone    | 0 – 0 referto | Pisa | Stadio Benito Stirpe (10 106 spett.)\| Arbitro: \| Giua (Olbia) \| |
| Arbitro:                                               | Giua (Olbia) |               |      |                                                                    |

| Arbitro: | Prontera (Bologna) |

|            |           |               |
| Odogwu 74’ | Marcatori | 56’ Marchizza |

| Catanzaro 2 novembre 2024, ore 15:00 CEST 12ª giornata | Catanzaro       | 0 – 0 referto | Frosinone | Stadio Nicola Ceravolo (13 619 spett.)\| Arbitro: \| Sozza (Seregno) \| |
| Arbitro:                                               | Sozza (Seregno) |               |           |                                                                         |

| Arbitro: | Marchetti (Ostia Lido) |

|               |           |               |
| Bracaglia 16’ | Marcatori | 2’ R. Insigne |

| Arbitro: | Galipò (Firenze) |

|             |           |  |
| Vázquez 55’ | Marcatori |  |

| Arbitro: | Pezzuto (Lecce) |

|                                                |           |                          |
| Ambrosino 30’ Canotto 45’ Marchizza 61’ (rig.) | Marcatori | 38’ C. Shpendi 80’ Curto |

| Arbitro: | Ayroldi (Molfetta) |

|  |           |                    |
|  | Marcatori | 19’ (aut.) Martino |

| Arbitro: | Massa (Imperia) |

|              |           |                            |
| J. Oyono 24’ | Marcatori | 37’ Mulattieri 73’ L. Moro |

| Arbitro: | Collu (Cagliari) |

|                                       |           |           |
| Bragantini 23’ Trimboli 38’ Aramu 44’ | Marcatori | 55’ Begić |

| Arbitro: | Pezzuto (Lecce) |

|                             |           |  |
| Kvernadze 63’ Ambrosino 85’ | Marcatori |  |

#### Girone di ritorno
| Arbitro: | Crezzini (Siena) |

|              |           |               |
| Adorante 21’ | Marcatori | 72’ Partipilo |

| Arbitro: | Maggioni (Lecco) |

|  |           |                                              |
|  | Marcatori | 24’ Ceccherini 45+4’ Bonazzoli 59’ Collocolo |

| Arbitro: | Monaldi (Macerata) |

|             |           |            |
| Palumbo 42’ | Marcatori | 55’ Darboe |

| Arbitro: | Tremolada (Monza) |

|  |           |                                      |
|  | Marcatori | 20’, 29’ Merkaj 89’ (rig.) Casiraghi |

| Arbitro: | Cosso (Reggio Calabria) |

|                                   |           |                 |
| Favilli 45+4’ (rig.) Bonfanti 73’ | Marcatori | 90+5’ Kvernadze |

| Arbitro: | Maresca (Napoli) |

|              |           |               |
| Lusuardi 32’ | Marcatori | 59’ Quagliata |

| Arbitro: | Rapuano (Rimini) |

|                   |           |              |
| Koutsoupias 90+2’ | Marcatori | 42’ Sersanti |

| Arbitro: | Massimi (Termoli) |

|               |           |               |
| Ghiglione 63’ | Marcatori | 27’ Partipilo |

| Arbitro: | Arena (Torre del Greco) |

|                              |           |              |
| Festa 2’ (aut.) Lusuardi 18’ | Marcatori | 11’ Radaelli |

| Arbitro: | Crezzini (Siena) |

|  |           |              |
|  | Marcatori | 70’ Cichella |

| Arbitro: | Rutella (Enna) |

|                             |           |             |
| Kvernadze 16’ Ghedjemis 61’ | Marcatori | 42’ Moncini |

| Arbitro: | Dionisi (L'aquila) |

|  |           |                                      |
|  | Marcatori | 55’ Kone 70’ Monterisi 85’ Ghedjemis |

| Arbitro: | Cosso (Reggio Calabria) |

|                           |           |                               |
| Darboe 38’ Pecorino 90+7’ | Marcatori | 24’ Artistico 44’ Rizzo Pinna |

| Arbitro: | Galipò (Firenze) |

|             |           |               |
| Šarić 45+3’ | Marcatori | 71’ Ambrosino |

| Arbitro: | Crezzini (Siena) |

|  |           |                    |
|  | Marcatori | 38’ (rig.) Bohinen |

| Arbitro: | Prontera (Bologna) |

|                 |           |                             |
| Bohinen 9’, 39’ | Marcatori | 15’ Bandinelli 75’ Esposito |

| Arbitro: | Ghersini (Genova) |

|             |           |  |
| Meister 81’ | Marcatori |  |

| Arbitro: | Bonacina (Bergamo) |

|               |           |              |
| Ambrosino 37’ | Marcatori | 73’ Okwonkwo |

| Arbitro: | Dionisi (L'Aquila) |

|                  |           |  |
| Brunori 30’, 48’ | Marcatori |  |

### Coppa Italia

#### Turni eliminatori
| Arbitro: | Fourneau (Roma 1) |

|  |           |                                    |
|  | Marcatori | 28’ Tramoni 44’ Bonfanti 89’ Arena |

## Statistiche
Statistiche aggiornate all'8 febbraio 2025.

### Statistiche di squadra
| Competizione | Punti | In casa | In casa | In casa | In casa | In casa | In casa | In trasferta | In trasferta | In trasferta | In trasferta | In trasferta | In trasferta | Totale | Totale | Totale | Totale | Totale | Totale | DR  |
| Competizione | Punti | G       | V       | N       | P       | Gf      | Gs      | G            | V            | N            | P            | Gf           | Gs           | G      | V      | N      | P      | Gf     | Gs     | DR  |
| ------------ | ----- | ------- | ------- | ------- | ------- | ------- | ------- | ------------ | ------------ | ------------ | ------------ | ------------ | ------------ | ------ | ------ | ------ | ------ | ------ | ------ | --- |
| Serie B      | 43    | 19      | 4       | 10      | 5       | 21      | 27      | 19           | 5            | 6            | 6            | 16           | 23           | 38     | 9      | 16     | 13     | 37     | 50     | -13 |
| Coppa Italia | -     | 1       | 0       | 0       | 1       | 0       | 3       | 0            | 0            | 0            | 0            | 0            | 0            | 1      | 0      | 0      | 1      | 0      | 3      | -3  |
| Totale       | -     | 20      | 4       | 10      | 6       | 21      | 30      | 19           | 5            | 6            | 6            | 16           | 23           | 39     | 9      | 16     | 13     | 37     | 53     | -16 |

### Andamento in campionato
| Giornata  | 1 | 2  | 3  | 4  | 5  | 6  | 7  | 8  | 9  | 10 | 11 | 12 | 13 | 14 | 15 | 16 | 17 | 18 | 19 | 20 | 21 | 22 | 23 | 24 | 25 | 26 | 27 | 28 | 29 | 30 | 31 | 32 | 33 | 34 | 35 | 36 | 37 | 38 |
| --------- | - | -- | -- | -- | -- | -- | -- | -- | -- | -- | -- | -- | -- | -- | -- | -- | -- | -- | -- | -- | -- | -- | -- | -- | -- | -- | -- | -- | -- | -- | -- | -- | -- | -- | -- | -- | -- | -- |
| Luogo     | C | T  | C  | C  | T  | C  | T  | C  | T  | C  | T  | T  | C  | T  | C  | T  | C  | T  | C  | T  | C  | T  | C  | T  | C  | C  | T  | C  | T  | C  | T  | C  | T  | T  | C  | T  | C  | T  |
| Risultato | N | P  | N  | N  | P  | P  | V  | P  | P  | N  | N  | N  | N  | P  | V  | V  | P  | P  | V  | N  | P  | N  | P  | P  | N  | N  | N  | V  | V  | V  | V  | N  | N  | V  | N  | P  | N  | P  |
| Posizione | 7 | 15 | 16 | 16 | 19 | 20 | 18 | 19 | 20 | 20 | 20 | 20 | 20 | 20 | 18 | 18 | 18 | 20 | 17 | 17 | 17 | 18 | 19 | 19 | 19 | 19 | 19 | 18 | 18 | 13 | 12 | 12 | 12 | 15 | 12 | 14 | 15 | 16 |

Legenda:

Luogo: C = Casa; T = Trasferta. Risultato: V = Vittoria; N = Pareggio; P = Sconfitta.

### Statistiche dei giocatori
| Giocatore     | Serie B  | Serie B | Serie B     | Serie B    | Coppa Italia | Coppa Italia | Coppa Italia | Coppa Italia | Totale   | Totale | Totale      | Totale     |
| Giocatore     | Presenze | Reti    | Ammonizioni | Espulsioni | Presenze     | Reti         | Ammonizioni  | Espulsioni   | Presenze | Reti   | Ammonizioni | Espulsioni |
| ------------- | -------- | ------- | ----------- | ---------- | ------------ | ------------ | ------------ | ------------ | -------- | ------ | ----------- | ---------- |
| P. Frattali   | 0        | -0      | 0           | 0          | 0            | -0           | 0            | 0            | 0        | -0     | 0           | 0          |
| R. Marchizza  | 15       | 2       | 4           | 0          | 1            | 0            | 0            | 0            | 16       | 2      | 4           | 0          |
| D. Biraschi   | 11       | 0       | 1           | 0          | 0            | 0            | 0            | 0            | 11       | 0      | 1           | 0          |
| G. Cittadini  | 0        | 0       | 0           | 0          | 1            | 0            | 0            | 0            | 1        | 0      | 0           | 0          |
| L. Zaknic     | 0        | 0       | 0           | 0          | 1            | 0            | 0            | 0            | 1        | 0      | 0           | 0          |
| F. Ghedjemis  | 6        | 0       | 0           | 0          | 1            | 0            | 0            | 0            | 7        | 0      | 0           | 0          |
| İ. Vural      | 2        | 0       | 0           | 0          | 1            | 0            | 1            | 0            | 3        | 0      | 1           | 0          |
| M. Çuni       | 3        | 1       | 0           | 0          | 1            | 0            | 0            | 0            | 4        | 1      | 0           | 0          |
| G. Ambrosino  | 14       | 2       | 1           | 0          | 1            | 0            | 0            | 0            | 15       | 2      | 1           | 0          |
| T. Begić      | 7        | 0       | 2           | 0          | 0            | 0            | 0            | 0            | 7        | 0      | 2           | 0          |
| A. Sorrentino | 2        | -7      | 0           | 0          | 0            | -0           | 0            | 0            | 2        | -7     | 0           | 0          |
| F. Gelli      | 11       | 0       | 2           | 0          | 1            | 0            | 0            | 0            | 12       | 0      | 2           | 0          |
| H. Haoudi     | 0        | 0       | 0           | 0          | 0            | 0            | 0            | 0            | 0        | 0      | 0           | 0          |
| L. Garritano  | 11       | 0       | 4           | 0          | 1            | 0            | 0            | 0            | 12       | 0      | 4           | 0          |
| G. Kvernadze  | 13       | 0       | 2           | 0          | 1            | 0            | 0            | 0            | 14       | 0      | 2           | 0          |
| D. Bettella   | 4        | 0       | 0           | 0          | 0            | 0            | 0            | 0            | 4        | 0      | 0           | 0          |
| J. Ferizaj    | 0        | 0       | 0           | 0          | 0            | 0            | 0            | 0            | 0        | 0      | 0           | 0          |
| A. Oyono      | 15       | 1       | 2           | 0          | 0            | 0            | 0            | 0            | 15       | 1      | 2           | 0          |
| J. Oyono      | 7        | 0       | 2           | 0          | 0            | 0            | 0            | 0            | 7        | 0      | 2           | 0          |
| S. Kalaj      | 4        | 0       | 1           | 0          | 0            | 0            | 0            | 0            | 4        | 0      | 1           | 0          |
| P. Szymiński  | 0        | 0       | 0           | 0          | 0            | 0            | 0            | 0            | 0        | 0      | 0           | 0          |
| L. Canotto    | 5        | 1       | 1           | 0          | 0            | 0            | 0            | 0            | 5        | 1      | 1           | 0          |
| F. Distefano  | 9        | 2       | 1           | 0          | 1            | 0            | 0            | 0            | 10       | 2      | 1           | 0          |
| I. Monterisi  | 14       | 0       | 2           | 0          | 1            | 0            | 0            | 0            | 15       | 0      | 2           | 0          |
| M. Cerofolini | 13       | -14     | 1           | 0          | 1            | -3           | 0            | 0            | 14       | -17    | 1           | 0          |
| M. Lusuardi   | 0        | 0       | 0           | 0          | 0            | 0            | 0            | 0            | 0        | 0      | 0           | 0          |
| E. Darboe     | 4        | 0       | 1           | 0          | 0            | 0            | 0            | 0            | 4        | 0      | 1           | 0          |
| M. Cichella   | 10       | 0       | 1           | 0          | 1            | 0            | 0            | 0            | 11       | 0      | 1           | 0          |
| A. Partipilo  | 6        | 1       | 0           | 0          | 0            | 0            | 0            | 0            | 6        | 1      | 0           | 0          |
| F. Tsadjout   | 6        | 0       | 2           | 0          | 0            | 0            | 0            | 0            | 6        | 0      | 2           | 0          |
| J. Machin     | 2        | 0       | 1           | 0          | 0            | 0            | 0            | 0            | 2        | 0      | 1           | 0          |
| G. Bracaglia  | 9        | 1       | 0           | 0          | 0            | 0            | 0            | 0            | 9        | 1      | 0           | 0          |
| E. Pecorino   | 17       | 1       | 1           | 0          | 1            | 0            | 0            | 0            | 18       | 1      | 1           | 0          |
| F. Sene       | 4        | 0       | 0           | 0          | 1            | 0            | 0            | 0            | 5        | 0      | 0           | 0          |